# Warren Gatland

a Compétitions nationales et continentales officielles uniquement.

Dernière mise à jour le 5 décembre 2022.
Warren David Gatland, né le 17 septembre 1963 à Hamilton (Nouvelle-Zélande), est un joueur, entraîneur et sélectionneur de rugby à XV néo-zélandais.
Bien qu'il ait joué 17 fois comme talonneur avec les All Blacks de 1988 à 1991, il ne compte aucune cape officielle.
Il est l'entraîneur de l'équipe du pays de Galles de 2007 à 2019, avec qui il a gagné quatre fois le Tournoi des Six Nations dont trois Grands Chelems. Il est de retour comme sélectionneur du pays de Galles à partir de 2023, après un passage aux Chiefs de 2020 à 2022.

## Biographie de joueur
Il entame sa carrière de joueur à Waikato en 1986 après une saison entière en 1985 comme talonneur dans l'équipe réserve. Il devient capitaine de l'équipe en 1988. Après être parti du club d'Hamilton Old Boys pour Taupiri en 1989, il joue un rôle primordial dans la renaissance du club.
Ses facultés de leader sont reconnues au niveau de la province quand il conduit les NZ XV lors de deux tests internationaux contre l'Angleterre B en 1992. Il n'avait pas la moindre idée d'être le capitaine de cette équipe : « Je l'ai entendu à la radio, comme tous les autres », dit-il.
Warren Gatland fait une furtive apparition chez les All Blacks : il participe à de nombreuses tournées (il joue 17 fois avec les All Blacks de 1988 à 1991), mais il n'obtient aucune cape officielle.
Il devient le détenteur du record de nombre de matchs disputés pour Waikato lors de la saison 1994, qu'il finit avec un compteur affichant 140 apparitions. Il annonce alors la fin de sa carrière de joueur.

### Palmarès
- 140 matchs de NPC, avec Waikato
- Nombre de tests avec les Blacks : aucun.
- Nombre total de matchs avec les Blacks : 17 de 1988 à 1991.
- Tests par saison : aucun.

## Entraîneur
Quand les saisons de rugby à XV néo-zélandaises étaient terminées, il jouait ou il entraînait en Irlande. Lorsqu'il arrête de jouer, il s'occupe d'abord de Taupiri. Puis il entraîne en Écosse et en Irlande. Il est nommé en 1998 entraîneur de l'Équipe d'Irlande de rugby à XV qu'il quitte en 2001. Il est renvoyé.
Il entraîne ensuite les London Wasps en 2002. Il remplace Nigel Melville parti à Gloucester RFC. Il est trois fois consécutivement Champion d'Angleterre et en 2004, il remporte le titre anglais et le titre européen !
Début 2005, il rentre en Nouvelle-zélande pour être l'entraîneur de Waikato qui participe au championnat des provinces NPC, appelé Air New Zealand Cup en 2006.
En 2007, il prend la tête de l'équipe du pays de Galles en remplacement de Gareth Jenkins, écarté après l'élimination de son équipe en poule de la coupe du monde de rugby.
En 2008, l'équipe du pays de Galles gagne le Grand Chelem du Tournoi des six nations sous ses ordres. Alors que le match d'ouverture contre les Anglais est mal engagé (6-16 à la pause), les Gallois profitent de la fébrilité de Jonny Wilkinson et d'Andy Gomarsall pour marquer et remporter le match. C'est la première victoire à Twickenham depuis vingt ans et le calendrier donne des espoirs aux Gallois. Le pays de Galles reçoit l'Écosse et l'Italie, deux adversaires en difficultés qui s'inclinent 30-15 et 47-8. Le match en Irlande est difficile et serré, les Gallois l'emportent finalement 16-12. La triple couronne est remportée, le Grand Chelem est encore possible. Shane Williams marque encore un essai contre la France et dépasse Gareth Thomas, devenant le meilleur marqueur d'essais gallois. Il permet surtout aux Gallois de se détacher et de gagner largement la rencontre 29-12.
Lors de la Coupe du monde 2011, il amène l'équipe galloise en demi-finale, perdant de justesse contre la France.
En 2012, il mène de nouveau l'équipe au Grand Chelem dans le Tournoi des six nations.
En 2013, il prend en charge l'équipe des Lions Britanniques et Irlandais, il laisse alors ses adjoints mener l'équipe galloise, Rob Howley durant les tests-matchs de novembre 2012 et la victoire lors du Tournoi des Six Nations 2013 et Robin McBryde durant les tests-matchs de juin.
Dès novembre 2013, il reprend ainsi en main l'équipe du pays de Galles. En décembre, il prolonge son contrat de sélectionneur avec la fédération galloise jusqu'en 2019.
En 2017, il est annoncé qu'il prendra de nouveau en charge l'équipe des Lions Britanniques et Irlandais. Il laisse alors Rob Howley diriger la sélection galloise d'octobre 2016 à juillet 2017.
En 2019, il mène de nouveau l'équipe au Grand Chelem dans le Tournoi des six nations. Puis, il arrive à la quatrième place lors de la Coupe du monde 2019 avec sa sélection. Après cette compétition, il quitte son poste de sélectionneur.
À partir de 2020, il retourne dans son pays et devient entraîneur des Chiefs. Une clause lui est accordée en 2021 pour entraîner les Lions Britanniques et Irlandais pour la tournée en Afrique du Sud. En décembre 2022, il quitte son poste aux Chiefs pour retrouver son ancien poste de sélectionneur du pays de Galles.

### Parcours
- 1989-1994 :  Galwegians RFC
- 1994-1996 :  Thames Valley RFC (assistant)
- 1996-1998 :  Connacht Rugby
- 1998-2001 :  Irlande
- 2002-2004 :  London Wasps
- 2005-2007 :  Waikato RU
- 2007-2019 :  Pays de Galles
- 2013, 2017 et 2021 :  Lions
- 2020-2022 :  Chiefs
- 2023-2025 :  Pays de Galles

| Année | Sélection      | Poste         | Tournoi                                | Coupe du Monde   | Classement World Rugby en fin d'année |
| ----- | -------------- | ------------- | -------------------------------------- | ---------------- | ------------------------------------- |
| 1998  | Irlande        | Sélectionneur | Cinq Nations – 5e                      | n/a              | n/a                                   |
| 1999  | Irlande        | Sélectionneur | Cinq Nations – 4e                      | Barrages         | n/a                                   |
| 2000  | Irlande        | Sélectionneur | Six Nations – 3e                       | n/a              | n/a                                   |
| 2001  | Irlande        | Sélectionneur | Six Nations – 2e                       | n/a              | n/a                                   |
| 2008  | Pays de Galles | Sélectionneur | Six Nations – Vainqueur (Grand Chelem) | n/a              | 5e                                    |
| 2009  | Pays de Galles | Sélectionneur | Six Nations – 4e                       | n/a              | 8e                                    |
| 2010  | Pays de Galles | Sélectionneur | Six Nations – 4e                       | n/a              | 9e                                    |
| 2011  | Pays de Galles | Sélectionneur | Six Nations – 4e                       | Demi-finale (4e) | 8e                                    |
| 2012  | Pays de Galles | Sélectionneur | Six Nations – Vainqueur (Grand Chelem) | n/a              | 9e                                    |
| 2013  | Pays de Galles | Sélectionneur | Six Nations – Vainqueur                | n/a              | 6e                                    |
| 2014  | Pays de Galles | Sélectionneur | Six Nations – 3e                       | n/a              | 6e                                    |
| 2015  | Pays de Galles | Sélectionneur | Six Nations – 3e                       | Quart de finale  | 4e                                    |
| 2016  | Pays de Galles | Sélectionneur | Six Nations – 2e                       | n/a              | 5e                                    |
| 2017  | Pays de Galles | Sélectionneur | Six Nations – 5e                       | n/a              | 7e                                    |
| 2018  | Pays de Galles | Sélectionneur | Six Nations – 2e                       | n/a              | 3e                                    |
| 2019  | Pays de Galles | Sélectionneur | Six Nations – Vainqueur (Grand Chelem) | Demi-finale (4e) | 4e                                    |
| 2023  | Pays de Galles | Sélectionneur | Six Nations – 5e                       | Quart de finale  | 8e                                    |
| 2024  | Pays de Galles | Sélectionneur | Six Nations – 6e                       | n/a              | 11e                                   |

### Palmarès
- Champion d'Angleterre : 2003, 2004, 2005
- Vainqueur de la Coupe d'Europe : 2004
- Vainqueur du Challenge européen : 2003
- Vainqueur du National Provincial Championship : 2006
- Vainqueur du Tournoi des Six Nations 2008 (Grand Chelem), 2012 (Grand Chelem), 2013 et 2019 (Grand Chelem)
- Autres
  - Triple couronne (2) : 2008, 2012 et 2019
  - Millennium Trophy (1) : 2001
  - Centenary Quaich (1) : 2000
  - Doddie Weir Cup (2) : 2018 et 2019